# Randers Rugby Club
Randers Rugby Club er en dansk rugbyklub, der er hjemmehørende i Randers. I 2013 vandt Randers Raiders divisionen.
| Rugby | Spire Denne artikel om rugby er en spire som bør udbygges. Du er velkommen til at hjælpe Wikipedia ved at udvide den. |